# Selfless (Buffy the Vampire Slayer)
Selfless (Alguien Generoso en América Latina y Desinteresadamente en España) es el quinto episodio de la séptima temporada de la serie de televisión estadounidense Buffy, la cazavampiros.
Anya le concede un deseo a una chica, pero la violencia y los actos mortales de la venganza dejan a todo el mundo en estado de shock. Buffy tiene que poner a un lado los sentimientos por su amiga y hacer algo antes que más personas mueran.

## Argumento
Anya finalmente regresa plenamente a su anterior vida como demonio de la venganza cuando ayuda a una joven mujer a vengarse de una fraternidad entera, soltando a una araña-demonio que les arranca el corazón a todos. Willow regresa a la universidad y descubre lo que ha hecho Anya. Willow, Buffy y Xander piensan lo peor de Anya.
Mientras Buffy está determinada en eliminar a Anya, Xander aún no puede creer que ella hiciera una cosa así, ya que él todavía la ama a ella. Anya, mientras tanto, siente un terrible remordimiento por los sucesos, a pesar de que Halfrek le trata de convencer de que lo que hizo es una especie de obra de arte.
Buffy y Xander siguen a Anya hasta la fraternidad, donde las dos mujeres pelean. Buffy le clava una espada en el pecho a Anya, y pareciera que la hubiera matado, pero Anya es un demonio difícil de eliminar. Xander le ruega a Buffy que se detenga, y Anya se da cuenta de que ya no quiere ser más un demonio. Willow llama al jefe de Anya, D'Hoffryn, usando el amuleto que él le dio cuando trató de reclutarla como reemplazo de Anya. Cuando él interrumpe la pelea entre Anya y Buffy, Anya le pide que invierta el hechizo que ella hizo, aun sabiendo que el costo de lo que estaba pidiendo era el alma de un demonio de venganza.
Anya está preparada para morir, pero D'Hoffryn de pronto convoca a Halfrek y la mata. Él quiere que Anya sienta el dolor y sufrimiento por haberlo dejado. Una angustiada Anya se marcha, Xander trata de seguirla, pero ella se aleja sintiéndose completamente sola.

### Flashbacks
El episodio presenta cuatro flashbaks del pasado de Anya:
- Antes del año 880, cuando el amante de Anya, Olaf, regresa a su casa, ella sospecha de su infidelidad.
- Año 880, cuando Anya recién se convierte en demonio después de haber transformado a su amante en un troll.
- Año 1905, cuando Anya y Halfrek estaban involucradas en la Revolución rusa de 1905.
- Año 2001, unos meses antes de la fallida boda de Anya y Xander, durante el episodio de la sexta temporada, "Once More, with Feeling".

## Reparto

### Personajes principales
- Sarah Michelle Gellar como Buffy Summers.
- Nicholas Brendon como Xander Harris.
- Alyson Hannigan como Willow Rosenberg.
- Emma Caulfield como Anya Jenkins.
- Michelle Trachtenberg como Dawn Summers.
- James Marsters como Spike.

### Personajes secundarios
- Abraham Benrubi como Olaf el Troll.
- Andy Umberger como D'Hoffryn.
- Kali Rocha como Halfrek.
- Joyce Guy como el profesor Hawkins.
- Jennifer Shon como Rachel.
- Taylor Sutherland como Aldeano #1.
- Marybeth Scherr como Aldeano #2.
- Alessandro Mastrobuono como Aldeano #3.
- Daniel Spanton como Vikingo #1.
- John Timmons como Vikingo #2.

## Detalles de la producción

### Música
En el flashback al episodio musical Once More, with Feeling, dos nuevas canciones son escuchadas, ambas escritas por Joss Whedon.
- Mrs - interpretado por Anya (Emma Caulfield). En la canción, Xander se duerme y Anya canta sobre cómo cambiará su vida cuando se case y se convierta en la señora de Xander Harris.
- Mustard/Parking ticket song - interpretados por Marti Noxon y David Fury. Una canción interpretada fuera de cámara, en alusión a dos canciones secundarias de ese episodio.

## Continuidad
Aquí se presentan los hechos que o bien influyen en la séptima temporada exclusivamente, o bien que viniendo de episodios anteriores influyen en este. Y por último, acontecimientos que ocurren en este episodio que influyen en las demás temporadas o en alguna otra temporada.

### Para la séptima temporada
- D'Hoffryn le recuerda a Anya, Xander y Buffy que a pesar de su ocasional sensibilidad, él sigue siendo un ser maligno. Cuando Anya le dice que debió matarla a ella en vez de a Halfrek, él dice que no se preocupe por eso, que tenga paciencia, en referencia a la muerte de ella al final de la temporada.

### Para todas o las demás temporadas
- La historia de Anya con Olaf el troll (quien ya apareció en "Triangle") es aclarada en este episodio.
- En el flashback de Anya, antes que ella se pusiera a cantar, Xander murmura "Yo solo quería un final feliz". Al final del episodio musical de la sexta temporada, "Once More, with Feeling", Xander explica que invocó al demonio bailarín porque "quería que todos tuvieran un final feliz".
- En Sjornjost en el año 880, Aud (Anya) prepara felizmente unos conejos para la cena, durante la temporada 4 y el resto de la serie Anya demuestra un temor y odio hacia los conejos. Esto indica que la hostilidad de Anya es una asociación subconsciente de esos animales con su vida sencilla y feliz con Olaf antes de su infidelidad, acciones que desencadenaron que se convirtiera en un demonio de la venganza.
- Durante la batalla, Anya le pregunta a Buffy si no hay alguno de sus amigos a los que ella no haya intentado matar. Esta es una referencia al capítulo "Normal Again", donde por influencia de una alucinación Buffy libera a un demonio para que mate a Xander, Willow, Dawn y Tara. Buffy también ha peleado con Willow ("Two to Go"), Angel ("Becoming") y Spike, y por error ha atacado a Cordelia ("Welcome to the Hellmouth"), Oz ("What's My Line, Parte 1"), Riley ("The Initiative"), y a Giles ("A New Man").
- Cuando Anya se saca la espada de su pecho después que Buffy se la clavara, dice que ella debería saber que una espada no puede matarla, en referencia al episodio "Older and Far Away" en donde un demonio le atraviesa una espada en el pecho a Halfrek, la amiga demonio de Anya.

### Para los cómics u otra de las series del buffyverso
1. ↑  «Copia archivada». Archivado desde el original el 16 de abril de 2012. Consultado el 20 de mayo de 2012.

- Datos: Q3002719